# Refugio para submarinos de Valentin
El refugio para submarinos Valentín (en alemán: U-Boot-Bunker Valentin) es una construcción de protección en el río Weser, entre Rekum, suburbio de Bremen, y Farge, construido para el ensamblaje de submarinos alemanes en la Segunda Guerra Mundial. El refugio se construyó de 1943 a marzo de 1945, utilizando trabajo forzoso. Pero fue dañado por los ataques aéreos y no llegó a terminarse antes del final de la guerra. El búnker para submarinos Valentín fue el más grande dentro de Alemania, y sólo superado por los que se construyeron en Brest, Francia.
El nombre depende del emplazamiento, la letra inicial debía coincidir: "Valentin" con Vegesack, la ubicación del astillero Vulkan.

## Construcción

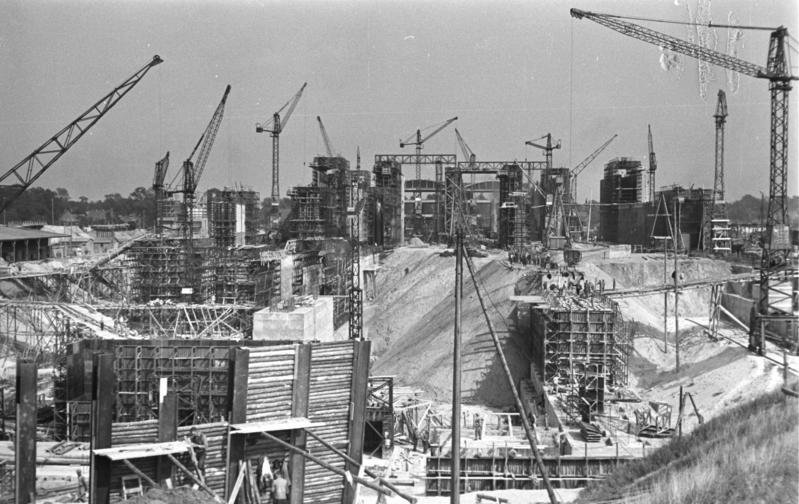
Vista general de las grúas torre en las obras de construcción (1944).

La producción de submarinos en los astilleros alemanes había sido drásticamente reducida por los bombardeos de la Royal Air Force y  Fuerzas Aéreas del Ejército de los Estados Unidos. Así que en 1944 muchos se pusieron en funcionamiento muchos centros de producción a prueba de bombas, como por ejemplo el refugio para submarinos del Mar del Norte III, en la isla alemana de Heligoland, Fink II y Elba II en Hamburgo y Kilian en Kiel, en construcción o en proyecto, Hornisse en Bremen, Elba XVII y Wenzel en Hamburgo, Wespe en Wilhelmshaven, Kaspar en Kiel y algunos más en Alemania y en los países ocupados. Bajo el nombre clave de Valentín un refugio para submarinos se iba a construir directamente en el río Weser entre el Bremen y Rekum suburbios Farge. Se pretendía que la instalación se utilizara para el montaje final de los submarinos Tipo XXI, a partir de abril de 1945, 3 barcos mensuales y desde agosto de 1945 una entrega mensual de un mínimo de 14 barcos. Además de esto, ya estaba previsto otro búnker más llamado Valentin II.
El búnker medía alrededor de 426 metros de largo y 97 metros de anchura máxima, las paredes eran de 4,5 metros de espesor. La altura de la estructura es de entre 22,5 a 27 metros. El techo estaba construido con docenas de grandes vigas, de hormigón armado, fabricados en el lugar y de forma individual levantadas a su lugar. La mayor parte de la cubierta era de alrededor de 4,5 metros de espesor, pero parte de ella llegó a 7 metros de espesor cuando los alemanes comenzaron a aumentarlo antes de que el búnker fue completado del todo. La construcción requirió 500.000 metros cúbicos de hormigón.
Después de finalizado, la construcción del búnker habría empleado una fuerza de trabajo de alrededor de 4.500 trabajadores esclavos. Bajo la dirección de los astilleros Vulkan de Bremer, cada submarino habría sido montado a partir de ocho grandes piezas prefabricadas realizadas en otros astilleros, como Bremer Vulkan, Deschimag AG Weser, con su búnker Hornisse, Kriegsmarinewerft Wilhelmshaven con búnker Wespe y Deschimag Seebeckwerft en Bremerhaven, y luego enviados a Valentín en barcazas.
[[Archivo:Valentin-bunker.png|thumb|right|340px|Plano de Valentín, tomada en 1946, del informe de la Fuerza Aérea de los EE. UU. sobre los resultados del Proyecto de Ruby [']]

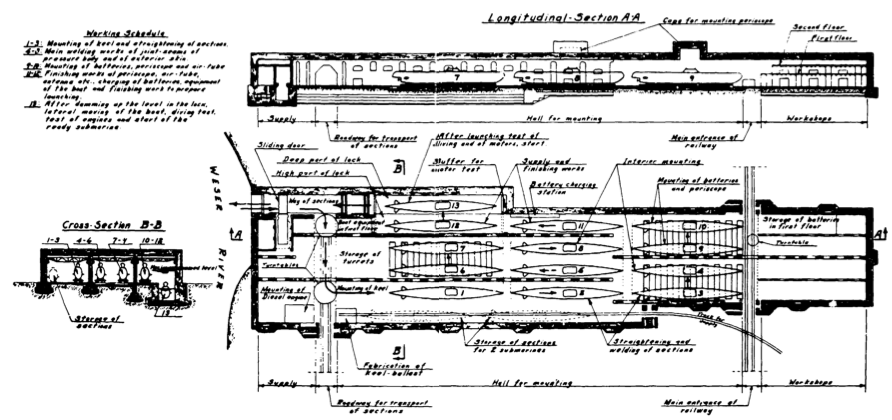
Plano de Valentín, tomada en 1946, del informe de la Fuerza Aérea de los EE. UU. sobre los resultados del Proyecto de Ruby ['

El búnker albergaba 13 estaciones de montaje (en alemán llamadas Takt 1-13), cada una llevando a cabo una parte del proceso de montaje. Dos estaciones (Takt 9/10) estaban debajo de estructuras en forma de caja en el techo que permitía la altura adicional necesaria para la instalación de periscopios, los snorkel y antenas. Los dos últimos tramos (Takt 12/13) estaban separados por altos muros de los demás y podría ser cerrada por compuertas herméticas. Al final de la estación (Takt 13) había un dique seco con unos 8 metros de profundidad de agua de la piscina. Los dos compartimientos separados podría ser inundados por completo a aproximadamente 20 metros de altura desde la parte inferior de la base a la superficie del agua. Cuando las compuertas se cerraban, los barcos eran lanzados desde Takt 12 y Takt 13 y la pérdida de las pruebas de los terminados los submarinos, así como el motor arranque y varias otras pruebas se llevaron a cabo en el muelle de Takt 13. Además de estas estaciones de montaje, había varios talleres y almacenes para las secciones prefabricadas, motores diésel y baterías y tanques de combustible y lubricantes.
La puerta del muro occidental podía ser cerrada con una puerta a prueba de bombas delta que se estrenó con un pequeño canal, un arroyo y luego directamente en el río Weser. A través de éste, las secciones de submarinos serían entregado por las barcazas y los submarinos salían completados.
La intención era que Valentín iniciara la producción a finales de 1944, pero fue pospuesta para mediados de 1945. Sin embargo, si Valentín había sido encargado de producción es probable que se hubiera limitado a no ser graves los problemas de control de calidad con las secciones prefabricadas podría haberse resuelto. Albert Speer había dispuesto que las secciones debía ser realizada por empresas del interior del país con poca experiencia en la construcción naval. Los submarinos tipo XXI ensamblados en otros astilleros requirieron un gran trabajo para corregir los defectos en las secciones. De los 118 barcos terminados, sólo cuatro fueron calificados aptos para el combate antes de terminar la guerra en Europa.
El diseño y la supervisión de la construcción de Valentín la llevó a cabo la Organización Todt. El Marineoberbaurat Edo Meiners estaba al mando, la supervisión in-situ la realizaba el ingeniero Erich Lackner. En la posguerra continuó una larga carrera, convirtiéndose en uno de los más importantes ingenieros civiles de Alemania. Para la entrega de materiales de construcción, se construyeron muelles en Weser y un ramal de Deutsche Marinebahnen (ferrocarril de la armada).
La mayoría de los 10.000-12.000 obreros que construyó Valentin eran trabajadores forzados, que vivían en 7 campos dentro de un radio de 3 a 8 km del búnker. Algunos se enccontraban en el cercano campo de concentración de Bremen-Farge, un campamento satélite del campo de concentración de Neuengamme. Un campamento fue ubicado en una gran instalación de la marina de almacenamiento de fuel-oil, algunos presos fueron alojados en depósitos de combustible subterráneos vacíos.
El campamento fue controlado inicialmente por la SS, pero la expansión de la red de campamentos en la zona llevó a una escasez de personal. En el verano de 1944, el campamento estaba al mando de un capitán del ejército, Ulrich Wahl, y los prisioneros eran custodiados por un destacamento de infantería de marina. Sólo un puñado de hombres de las SS se mantuvo involucrado en el funcionamiento del campo.
Los prisioneros incluyeron criminales alemanes y presos políticos, trabajadores civiles no alemanes (Fremdarbeiter), así como prisioneros de guerra rusos, polacos, franceses y griegos.
50 empresas en dos grupos de trabajo se dedicaban a los trabajos de construcción. El trabajo en el búnker se llevó a cabo durante todo el día, con los trabajadores obligados a trabajar 12 horas de 7am a 7pm. Esto implicó una alta tasa de mortalidad entre los prisioneros. Sin embargo, la identidad de tan sólo 553 víctimas, en su mayoría prisioneros franceses, ha sido confirmada. El número total de muertes se cifra entre 2000 a 6000, ya que no fueron registrados los nombres de los muertos polacos y rusos. El peor trabajo fue en los destacamentos de hierro llamados (Eisenkommandos), responsables del movimiento de vigas de hierro y acero. Un superviviente francés, Raymond Portefaix, declaró que la esperanza de vida de un preso se reducía drásticamente al ser asignado a uno de estos destacamentos.  Describió los Eisenkommandos como escuadrones suicidas.
En marzo de 1945, la instalación se había completado un 90% y la mayoría de las máquinas herramientas necesarias se habían instalado. La producción de submarinos debía comenzar en dos meses.

### Fotografías de la construcción
|                                                                                         |
| Una viga del techo de U-bootbunker "Valentín" se levanta hacia su emplazamiento (1944). |

|                                                                                    |
| Trabajadores forzosos colocado un arco de hormigón pretensado con barras de acero. |

|                                                                   |
| Presos trabajando en la construcción del búnker "Valentín" (1944) |

|                                                                                                   |
| El búnker Valentín parcialmente completado y algunos de los trabajadores forzosos de obra (1944). |

|                                         |
| Pantalán para la entrega de materiales. |

## Bombardeo

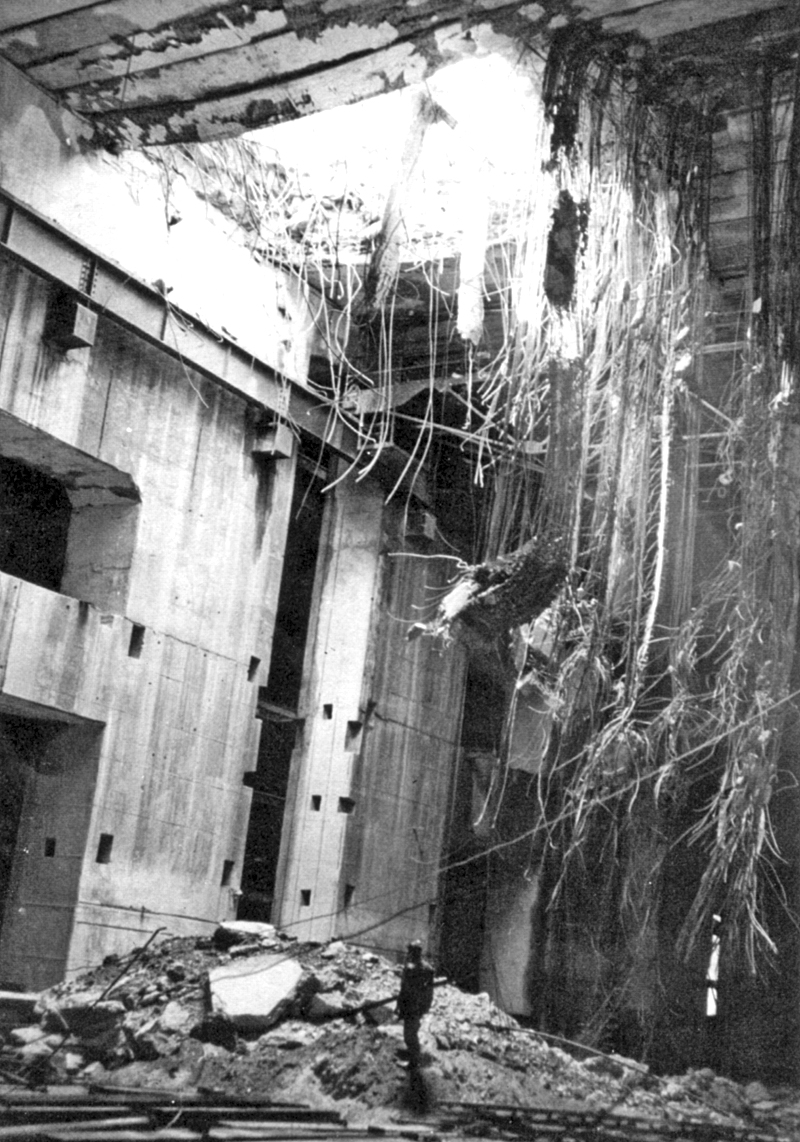
Valentín después de ser golpeado por una bomba Grand Slam. Obsérvese la figura en la pila de escombros..

A principios de 1943 comenzó el bombardeo de saturación de los astilleros de Bremen y Weser Deschimag AG y Bremer Vulkan. El búnker no fue bombardeado, aunque los aliados conocían los avances en el mismo gracias al reconocimiento aéreo. Probablemente era más importante el material y los trabajadores retirados de la producción de armamento mientras siguiera la construcción. No fue sino hasta poco antes de su uso, ya que el búnker estaba terminado un 90%, cuando fueron realizados dos ataques aéreos.
El búnker fue atacado por la RAF el 27 de marzo de 1945. La fuerza de ataque estaba compuesta por 20 bombarderos pesados Avro Lancaster del Escuadrón 617 que, después de la incursión "Dambusters", había desarrollado métodos de bombardeo de precisión. Al mismo tiempo, una fuerza de 115 Lancaster bombardearon el aceite de combustible depósito de almacenamiento de las inmediaciones del pueblo Schwanewede. Los bombarderos fueron escoltados por 90 Mustang P-51 de la RAF pertenecientes al Grupo 11
Los atacantes Lancaster Valentín cada uno llevaba una única y gran bomba terremoto - siete llevaban una bomba Tallboy de 6 toneladas, y trece llevaban una bomba Grand Slam de 10 toneladas. Dos bombas Grand Slam dieron en el blanco y penetraron a medio camino a través de los 4,5 m de espesor de hormigón armado del techo antes de explotar. Las explosiones crearon grandes agujeros en el espesor restante del techo y derribó alrededor de 1000 toneladas de escombros dentro de la cámara. Los trabajadores que se encontraban en el interior del búnker en ese momento sobrevivieron, ya que las bombas llevaban una espoleta de retardo. Otra bomba causó daños a una planta de electricidad, talleres y planta mezcladora de cemento cercanos.
Afortunadamente para los británicos, las dos bombas golpearon y penetraron en la sección de 4.5 metros de espesor, al oeste del techo. Un análisis estadounidense, de la posguerra, sugiere que el espesor de 7 metros habría sido capaz de resistir incluso los Grand Slams, aunque no sin un daño significativo, y probablemente no habría resistido repetidos golpes.
Tres días después, el 30 de marzo, la Octava Fuerza Aérea de EE. UU. atacó Valentín con bombas Disney. Estas eran bombas grandes de (2.040 kg) con carcasas de acero duro asistidas con cohetes para aumentar su velocidad de caída y así su poder de penetración. Sesenta y se pusieron en marcha, pero solo una dio en el blanco, causando poco daño. Sin embargo causaron un considerable daño a las instalaciones que rodean el búnker.
El búnker fue abandonado. Cuatro semanas después del ataque, el área fue ocupada por el XXX Cuerpo de Ejército Británico, que capturó Bremen después de una batalla de cinco días.
Los presos recluidos en el campo de concentración de Neuengamme y sus subcampos fueron evacuados antes de la llegada de los británicos. Muchos de ellos fueron embarcados en el SS Cap Arcona. El buque alemán estaba muy cargado con alrededor de 5.000 prisioneros de campos de concentración cuando fue atacado y hundido por la RAF el 3 de mayo de 1945, sólo 350 prisioneros sobrevivieron.

## Postguerra

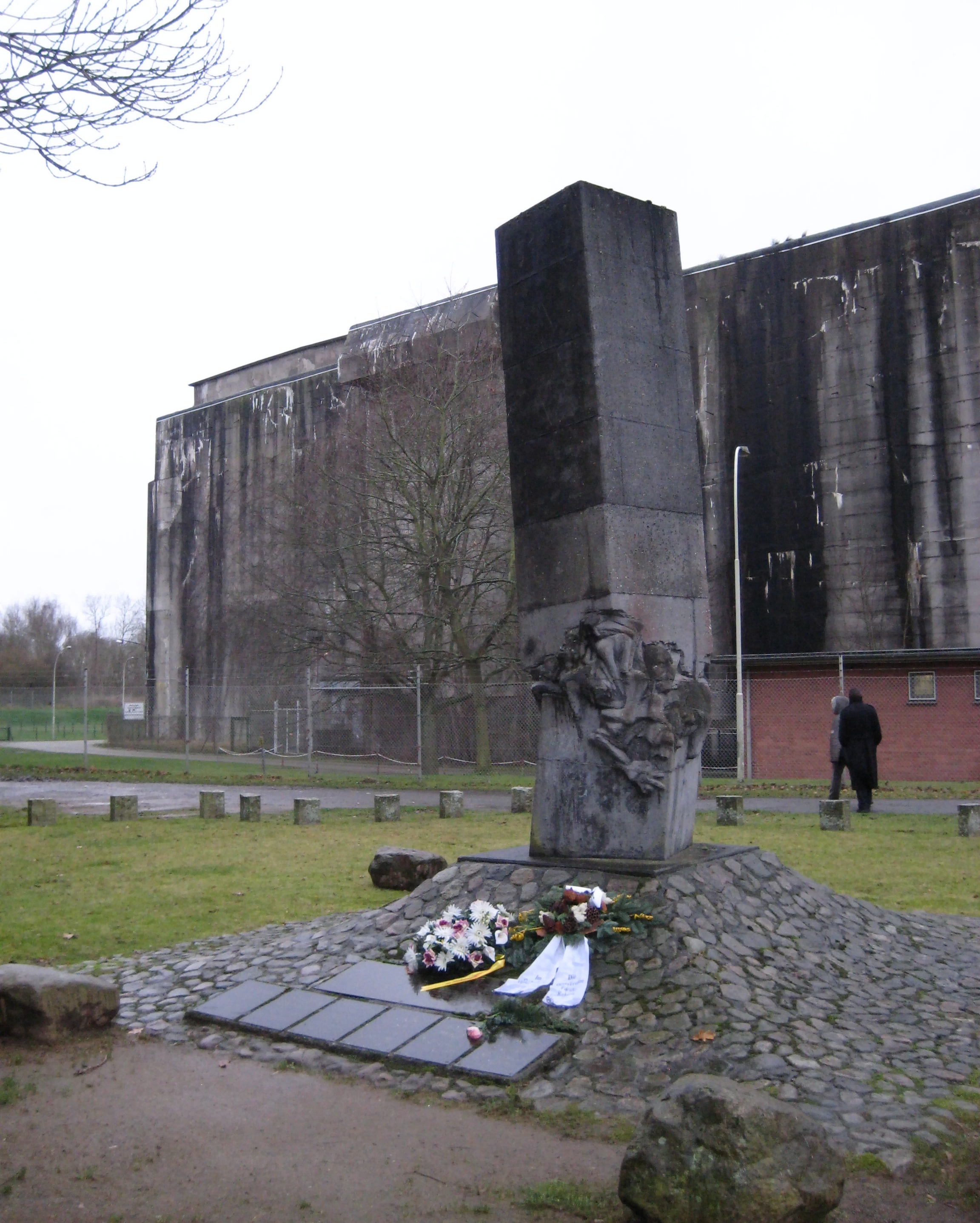
Monumento en recuerdo de la muerte y el sufrimiento de aquellos que construyeron Valentín

Después de la aprobación por los aliados comenzaron a finales de mayo de 1945, los trabajadores de las empresas constructoras interesadas a desmantelar el equipo. Un chatarrero murió en el búnker. Cuando las máquinas-herramientas instaladas se habían retirado, se continuó con el bombardeo de Valentín. A partir de marzo de 1946, se realizó el proyecto Anglo-Americano Ruby para investigar el uso de bombas de penetración contra blancos de hormigón fuertemente protegido.
También fueron seleccionados el búnker para submarino Mar del Norte III y búnkeres subterráneos en la isla de Helgoland como objetivos para esta prueba. Las bombas fueron transportadas por Avro Lancaster del Escuadrón N º 15 de la RAF y los EE. UU. Boeing B-29 y Boeing B-17 Flying Fortress. Los aviones tenían su base en RAF Marham. Alrededor de 140 incursiones aéreas, poniendo a prueba una amplia gama de bombas de diferentes antes finalizar el proyecto. Las bombas lanzadas sobre Valentin eran inertes ya que solo se pretendía estudiar su poder de penetración. Mientras que las realizadas sobre Helgoland, que estaba deshabitada, eran con explosivo pero sin armar, ya que se pretendía estudiar la resistencia del explosivo al impacto sin que se produjeran detonaciones espontáneas.
Una vez terminadas las pruebas se consideró la voladura del búnker. Pero la voladura en la isla de Helgoland no sólo destruyó los restos de los búnkeres, sino casi toda la isla. Por lo que esta idea fue abandonada, las 500 toneladas explosivos necesarias habrían causado graves daños en los pueblos cercanos Rekum y Farge y a planta de energía eléctrica en Farge. Solo pequeñas partes fueron demolidas por los británicos.
En 1948, senado proyecto transformar el búnker con escombros y montículos de tierra en una gran colina para ser utilizada como zona verde. Pero habría sido necesario el movimiento de unos 800.000 metros cúbicos de tierra. Debido a los costes estimados de alrededor de un millón marcos el proyecto se canceló. En su lugar, se hizo el lado Weser totalmente independiente del búnker, ahora popular sitio para la natación, pesca y camping.
En la década de 1950, el búnker fue nuevamente abierto al público, pero en este caso se limitan a, las prestaciones técnicas y su tamaño se refiere como "milagro" o la "octava maravilla del mundo". Pero la atención se centró en darle un uso pragmático al gigantesco edificio. Se pensó utilizarlo como un gran cámara frigorífica o albergar un reactor nuclear (1957). Pero ambas ideas, sin embargo, fueron abandonados también por razones de costo. Después del rearme, Wiederbewaffnung, se consideró emplearlo como depósito para las armas nucleares americanas, pero esto nunca se llevó a cabo.
En octubre de 1960, decidió que el Ejército el uso del búnker como un Almacén de Suministros Marinos. Cuatro años más tarde, los trabajos de reparación se inició en torno al 40% del búnker, que se convirtió en un almacén naval del ejército. Sin embargo, los altos costos de mantenimiento obligó al Ministerio de Defensa alemán ponerlo a la venta en 2008.
Uso militar, finalmente llegó a su fin el 31 de diciembre de 2010. Su custodia se pasó a un grupo llamado Denkort Bunker Valentin con la intención de desarrollar como un museo y un monumento. Actualmente, el grupo ofrece visitas guiadas por el búnker para el público.

## El búnker en el siglo XXI
|                       |
| La entrada al búnker. |

|                       |
| Vista desde el Weser. |

|                                                                             |
| Agujero del impacto una de las dos bombas británicas que golpearon Valentín |

|                                              |
| Vista interior del búnker, salida al Weser). |